# Dysaphis papillata
Dysaphis papillata är en insektsart. Dysaphis papillata ingår i släktet Dysaphis och familjen långrörsbladlöss. Inga underarter finns listade i Catalogue of Life.